# Freaky Age
Freaky Age est un groupe belge de rock indépendant, originaire de Ternat, en Région flamande. Il est actuellement composé de Lenny Crabbe (voix, guitare), Mathias Declercq (guitare), Wouter Van den Bossche (basse et chœurs) et Jonas Pauwels (batterie). Son troisième album sortira pendant l'été 2012.

## Historique
En 2006, après quelques concerts, ils décident d'envoyer une démo à Humo's Rock Rally, un concours de musique en Belgique. Ils participeront jusqu'en finale et deviendront, à l'âge de seulement 14 ans, le plus jeune groupe à aller en finale et à jouer sur la légendaire scène de l'Ancienne Belgique (AB). Freaky Age était alors encore un trio, mais six mois plus tard le bassiste Dieter Hendrickx rejoint le groupe.
En 2007, ils sont découverts via Myspace par Sonic Wave Management, une agence française de management basée à Paris. Grâce à ceux-ci, ils jouent en France pour la première fois en avril 2007 lors d'un concert à guichet fermé du groupe Superbus au Zénith de Lille. En septembre 2007, Freaky Age sort un EP dont le single Time Is Over est devenu un hit sur les radios belges Pure FM et Studio Brussel. Le second single Where Do We Go Now est sorti en mars 2008 et est monté en flèche dans les classements des ondes belges, occupant durant quatre semaines la première place dans le De Afrekening de Studio Brussel. Le premier album du groupe Every Morning Breaks Out est sorti le 21 avril 2008 chez V2 Records Benelux. 
Après avoir tourné sans cesse pendant plus de deux ans en Belgique, en France, en Angleterre et aux Pays-Bas, le groupe se retire au Studio Dada pour enregistrer son deuxième album, qui s'intitulerait Living In Particular Ways,. Entretemps, l'ancien bassiste Dieter ayant quitté le groupe, il est remplacé par Wouter Van den Bossche. Le groupe enregistre tous les morceaux en une ou deux prises, voulant « saisir le moment. » Le mastering de l'album est fait par Frank Arkwright (The Smiths, The Coral, Arcade Fire…). Le 1er mars 2010 marquait la sortie de ce deuxième opus et les singles Excitement In the Morning Light, Never See the Sun et Answering Machine suivent. 
Après encore un an et demi de tournées, notamment au festival de SXSW aux États-Unis, Freaky Age s'est retiré pendant environ six mois, écrivant de nouveaux morceaux pour le troisième album qui est enregistré avec la collaboration de Reinhard Vanbergen, le guitariste de Das Pop et le réalisateur de (entre autres) Goose, The Hickey Underworld, Drums are for Parades et School is Cool. L'album sort ce même été. 
Au début de 2017, après quelques années d'absence, le groupe est annoncé en studio pour un nouvel album.

## Discographie

### Singles
- 2007 : Time is Over
- 2008 : Where do We Go Now
- 2008 : Every Morning Breaks Out
- 2009 : John What's the Use
- 2010 : Excitement In the Morning Light
- 2010 : Never See the Sun
- 2010 : Answering Machine